# Гильом II Роже
Гийом II Роже (фр. Guillaume II Roger; 1310, мануар Момон, Розье д’Эглетон — 1380, Корнильон) — барон Пертюи и Сен-Реми, виконт Ламота и Валерна, граф Бофора и Алеса. Отец папы Григория XI.
Сделал карьеру благодаря брату — Пьеру Роже, в 1328 году ставшему архиепископом Руана, а через 14 лет избранному папой под именем Клемента VI.
От первой жены Гийом II Роже в 1325 году получил в приданое фьеф Шамбон, возведённый в 1331 году в ранг сеньории.
В 1333 году (8 октября) он купил Розье-д’Англетон, затем (12 мая 1336) — замок Маргерид, в 1338 году — сеньорию Сент-Экзюпери-ле-Рош.
27 мая 1442 года, через неделю после избрания его брата папой, Филипп Валуа назначил Гийому Роже 1000 ливров ренты. Тогда же ему была передана сеньория Бофор, которую в 1444 году герцог Анжуйский возвёл в ранг виконтства, а король в 1447 году сделал графством.
Далее денежные приобретения продолжились:
- 1343 год — оверньские сеньории Пон-дю-Шато, Монтон, Обюссон, Оруз, Сен-Мартиаль, Шантёж и Ланжак (у дофина Умберта II);
- 1344 год — виконтство Ламот (у Армана де Рокфой).

Осенью 1362 года после смерти брата, кардинала Юга Роже, Гийом унаследовал баронию Баньоль-сюр-Сез и графство Алес.
В 1349 году он получил в дар от Джованны Неаполитанской сеньорию Валерн, которая через год была возведена в статус виконтства. Новое виконтство включало в себя коммуны Байон, Вомей, ла Мотт, Беляфэр, Жигор, Лозе, ле Ме, Мезель, Антреван и ле Кастелле. В 1353 году Джованна в качестве лёна передала Гийому Сен-Реми, Пертюи, Мейрарг, ле Пен и Седерон.
28 ноября 1349 года Гийом II передал своему сыну Гийому III графство Бофор и все владения в Лимузене, Оверни, графствах Прованс и Форкалькье.
Гийом II участвовал в битве при Пуатье (1356 год) и попал в плен. Освобождён за большой выкуп.
Когда папой стал Григорий XI — его сын, Гийом II совершил ещё несколько удачных земельных приобретений.
Папа Григорий нашёл своему племяннику Раймону де Тюренн богатую невесту — Марию Булонскую, племянницу короля Иоанна Доброго. Свадьба состоялась 28 октября 1375 года. По условиям брачного контракта Мария в качестве приданого приносила мужу сеньорию Сен-Жюст-ан-Шампань, а её брат Жан II обязался за 30 тысяч франков продать Гийому II Роже де Бофор сеньории Шамбон-сюр-Вуез, Эво-ле-Бен, Семюр и Стюзани.
23 августа 1379 года Гийом II купил сеньорию Верфей.

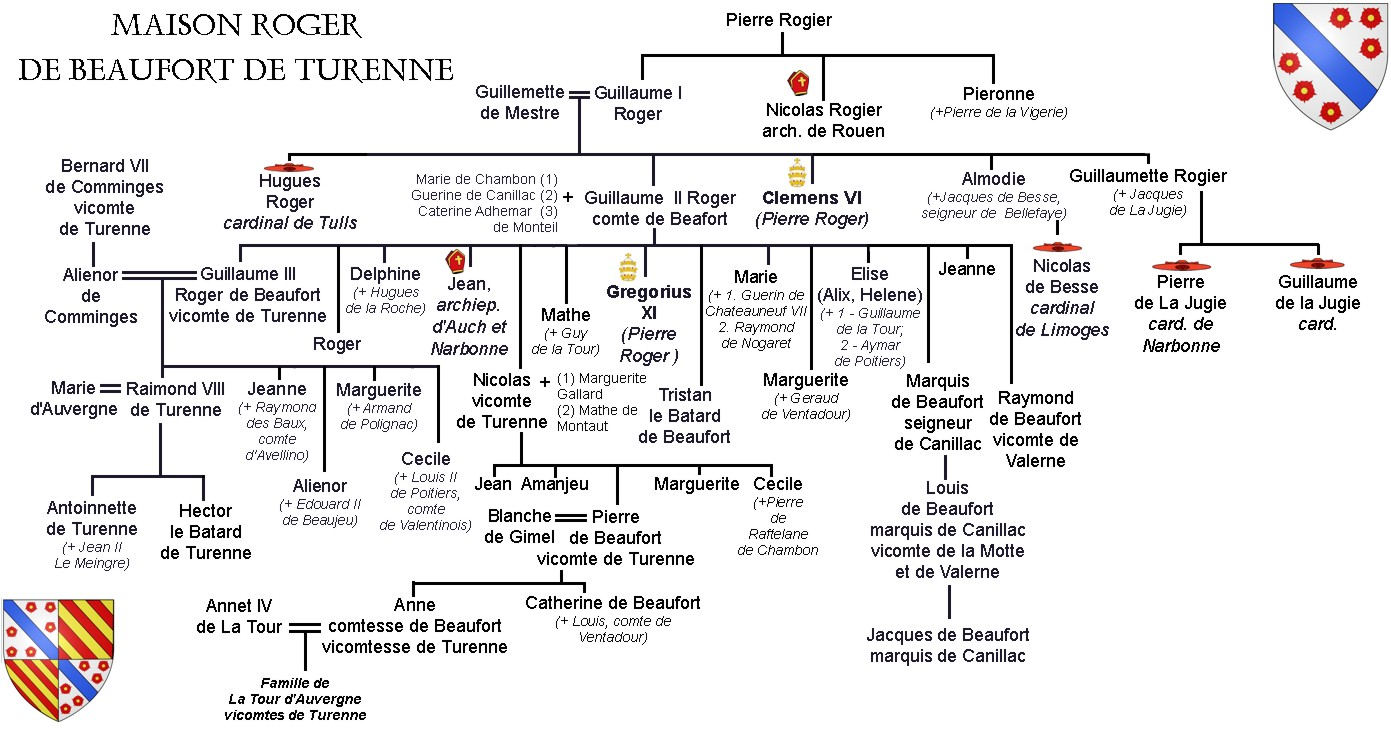
Родословное дерево рода Роже де Бофор де Тюренн

## Семья
Первая жена (1325) — Мария де Шамбон. 10 детей, в том числе:
- Гийом III
- Роже
- Пьер — папа Григорий XI
- Николя, сеньор де Лимей
- Жан, архиепископ.

Вторая жена (1345) — Герина де Каниллак. Двое детей:
- Маркиз де Каниллак
- Герина — умерла в детстве.

Третья жена (1368) — Екатерина д’Адемар (р.1336). Сын
- Раймон, виконт де Валерн.

Согласно завещанию Гийома II его младший сын Раймон наследовал виконтство Валерн, второй сын Роже — графство Бофор, старший сын Гийом III — все прочие владения.